# I vigliacchi non pregano
I vigliacchi non pregano (br: Sua lei era a vingança) é uma produção cinematográfica italiana de 1969, do subgênero Western spaghetti, dirigida por Mario Siciliano (creditado como Marlon Sirko).

## Sinopse
Western europeu. Ao voltar da guerra civil, Brian Clarke (Garko) encontra sua casa saqueada e a mulher assassinada. Torna-se amigo de Daniel Ballard (Rassimov) e o irmão deste Robert (Miali), mas a amizade dura pouco, pois Brian tornou-se um homem frio e cruel, capaz inclusive de matar por dinheiro. Daniel e Robert separam-se dele e o primeiro passa a exercer a função de xerife de um povoado. Ao reencontrar Brian, cuja cabeça está a prêmio, Daniel pede-lhe que parta, mas Brian esconde-se e assalta um banco, levando a comunidade a supor que o xerife seja seu cúmplice.

## Elenco
- Gianni Garko (creditado como John Garko) - Bryan Clarke
- Ivan Rassimov (creditado como Sean Todd) - Daniel
- Elisa Montés - Julie
- Carla Calò (creditada como Carrol Brown) - Mãe Douglas